# Théodora de Thessalonique

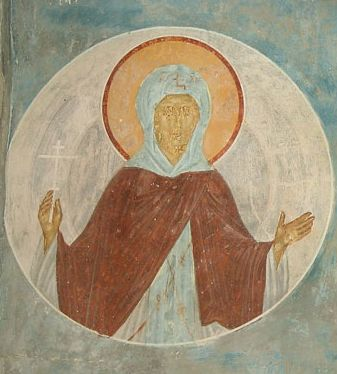

Théodora, née en 812 à Égine, en Grèce, est une sainte orthodoxe de l'époque byzantine. Elle immigra à Thessalonique  avec son mari à la suite des attaques arabes, ce qui fut un choix commun à cette époque. Son nom de naissance est Agape, et c’est lorsqu’elle devient une moniale qu’elle a acquis son nouveau nom, soit Théodora. En tant que moniale elle se démarqua par son ascétisme, on obédience et son humilité, mais ce qui la démarque le plus pour faire d’elle une sainte sont les miracles qui lui sont attribués après sa mort et qui caractérisent son hagiographie. Théodora décède le 29 août 892 à Thessalonique.

## Biographie

### La Vita de Théodora
Théodora est née en 812 à Égine, en Grèce, qui faisait à l’époque partie de l’Empire byzantin. L’hagiographe ne dit pas exactement sa date de naissance mais il mentionne la date de sa mort, et l’âge de sa mort, soit 892 et 80 ans respectivement. Son père est un « protopresbyteros », soit un prêtre haut placé dans l’église la plus prestigieuse d’Égine, et sa mère est morte lorsqu’elle a accouché de Théodora. Elle a un frère qui est un diacre et une sœur qui est une moniale. Après la mort de sa mère nommée Chrysanthe, Théodora fut confié à sa belle-mère, qui est une femme pieuse et son père devient un moine. À l’âge de sept ans, elle se marie à un de ses prétendants qui cherchaient à obtenir sa main auprès de son père, dès l’âge de six ans. Grégoire justifie ce mariage à ce jeune âge en disant que Théodora était très instruite, intelligente et jolie pour son âge ce qui attira beaucoup de prétendants. Son père aurait choisi un de ceux-ci comme mari pour sa fille, car il en venait beaucoup de dérangement alors qu’il avait renoncé aux affaires du monde.
À cause des attaques arabes à Égine qui coûte la vie à son frère, son mari écoute l’avis du père de Théodora de quitter Égine et le couple immigre à Thessalonique alors que son père s’éloigne de la ville pour continuer sa vie monastique, car il déteste l’iconoclasme. Il y retrouve dans cette ville des membres de la famille de Théodora, soit Anne, la mère spirituelle du couvent Saint-Étienne, qui aurait été torturée par un iconoclaste, l’archevêque Antoine, dont le combat contre l’iconoclasme est décrit pendant neuf chapitres et peut être vu comme une « une Vie dans la Vie », et il y a également la sœur d’Antoine, Catherine, qui est la mère spirituelle du couvent Saint-Luc qui a pu éviter l’iconoclasme à cause de sa petite taille.
Théodora donne naissance à trois enfants. Puisque deux de ses enfants meurent après leur naissance, elle décide de donner son troisième, une fille nommée Théopiste, au monastère Saint-Luc. Lors de la mort de son mari, à l’âge de 25 ans, Théodora décide à son tour de faire son vœu monastique, mais au couvent de Saint-Étienne, sous la mère spirituelle nommée Anne. Grégoire présente que Théodora voit son nouveau statut de veuve comme sa chance pour accomplir son rêve d’être moniale, qu’elle porte depuis très longtemps.
Nouvellement devenue une moniale, Théodora est un modèle d’humilité et d’obéissance, elle dépasse les autres moniales par son dévouement au jeune, qu’elle pratique depuis un jeune âge. Pourtant, Grégoire nous raconte que le diable réussit tout de même à implanter chez elle un attachement pour sa fille qui est presque impossible à enlever, mais qui doit l’être à cause du vœu monastique. Ce lien maternel surgit alors que Catherine, la parente de Théodora et aussi la mère spirituelle du couvent où se trouve sa fille, meurt. Théodora développe alors de l'inquiétude pour le bien-être de sa fille et convainc Anne d’amener Théopiste à Saint-Étienne. Anne, pour l’aider à se débarrasser de ce lien, les force à vivre ensemble, mais en silence. Cette punition dure pendant 15 ans, jusqu’à ce que Théodora tombe malade et que les autres moniales convainquent Anne d'y mettre fin. Lorsque Théodora et sa fille recommencent à se parler, le lien maternel ne les affecte plus. Quelques années plus tard, Théodora mourra.

### Les miracles dans la tombe commune du couvent de Saint-Étienne
Théodora se fait tout d’abord enterrée dans la tombe commune des moniales à Saint-Étienne, contre sa demande faite avant sa mort. En effet, elle aurait demandé à sa fille, qui est devenue la mère spirituelle après qu’Anna ne soit plus en assez bonne santé pour occuper le rôle, de se faire enterrer séparément. Le groupe de prêtres et de moines présents à l’eucharistie ne sont pas d’accord et décide qu’il est mieux qu’elle se fasse dans la tombe commune.
C'est après sa mort que des miracles se produisent. Le jour de ses funérailles, Démétrios, un diacre indisposé par des problèmes intestinaux depuis neuf mois, l'embrasse sur le front et recouvre la santé. L'après-midi même, un homme malade du nom de Jean l'embrasse à son tour et est guéri. Les miracles qui suivent se font avec le contact de l’huile de deux sources différentes. La première source d’huile est de la lampe au-dessus de la tombe commune qui commence un soir à déverser de l’huile odorante sans être rempli de nouveau. Les moniales mettent un récipient en-dessous pour pouvoir la ramasser. La deuxième source est de l’icône de Théodora, qui va être peinte après qu’un peintre n’ayant jamais visiter le couvent n’y rencontré Théodora ait eu deux visions et, après une discussion avec Théopiste, peint l’icône de Théodora au couvent de Saint-Étienne. Un jour, de l’huile se met à couler de la main de l’icône et le couvent place un récipient pour pouvoir récupérer celle-ci. Plusieurs personnes vont vivre par la suite des miracles de guérison physique ou spirituelle à la suite d’un contact avec l’huile odorante. Nous apprenons aussi qu’un certain Théodote va réussir à convaincre un iconoclaste de se convertir grâce au miracle de l’huile qui guéri sa hanche. Cette huile permet la continuité stable du culte dans le temps en permettant un renouvellement constant pour les pèlerins qui seraient sinon tentés de prendre des morceaux de reliques, comme les prêtres qui font la translation ne peuvent s’empêcher de faire.

### La translation des reliques et les miracles qui suivent
À la suite de la diffusion des miracles dans la ville et même en dehors de celle-ci, ainsi que le craquement trois fois de suite du marbre qui couvre la tombe commune, Théopiste décide de faire déplacer les reliques de Théodora dans une tombe individuelle. La translation des reliques a eu lieu le 3 août 893 alors que l’archevêque de Thessalonique est à Constantinople. Il est expliqué que le corps de Théodora est pratiquement intact, presque sans aucun signe de décomposition. La translation est organisée par la fille de Théodora, Théopiste, et est accomplie par plusieurs clercs, dont Grégoire et son père, ainsi que Théodote.
Plusieurs miracles vont suivre la translation des reliques, tous par l’intermédiaire de l’huile ou de la prière. Le corps de Théodora se fait déplacer dans un sarcophage qui possède un trou à ses pieds pour faire couler l’eau quand il se fait laver. Le sarcophage va commencer à produire de l’huile odorante, comme la lampe et l’icône, et un récipient est placé en-dessous du trou pour recueillir cette huile. Trois miracles ressortent d’importance des autres. Le premier est celui d’une jeune fille à moitié paralysée. Un clerc est allé au sarcophage de Théodora et a trempé un bout de papyrus dans l’huile pour pouvoir le rapporter chez lui aux membres de sa maison. Il est intercepté par une femme qui souhaite obtenir le papyrus pour sa fille qui souffre de paralysie, mais le clerc refuse. Malgré tout, la dame réussit à toucher le morceau de papyrus des mains du clerc et récupérer un peu d’huile sur le bout de ses doigts qu’elle utilise ensuite pour guérir sa fille. Le deuxième miracle est celui de la fille de Théodote, qui souffre de ce qu’on croit aujourd’hui être la variole. Celle-ci va en être guéri après plusieurs prières à Théodora et la promesse d’amener sa fille dans un couvent si elle est guérie. Grégoire s’attarde particulièrement sur la dureté de la variole sur le corps. Le troisième miracle est celui de la sœur de Grégoire, qu’il dit que c’est ce miracle qui l’a poussé à écrire l’hagiographie de Théodora. C’est sur ce dernier miracle que se termine la Vie de Théodora et Grégoire adresse directement les clercs qui vont lire ce texte.

## Les sources
Les détails de la vie de Théodora sont connus à travers son hagiographie, écrite deux ans après sa mort, par le clerc Grégoire. Il y présente les événements avec les dates correspondantes, qui, selon la médiéviste Alice-Mary Talbot, sont exactes et sa chronologie est aussi utilisée pour dater l’élévation d’Antoine II Cauléas.

### Les manuscrits de la Vie de Théodora et de la translation des reliques
La Vie de Théodora est la plus longue hagiographie pour toutes les saintes byzantines. Composé d’environ 20 000 mots, elle est comparable à celle du patriarche de Nicéphore 1er. Il n’existe que deux manuscrits aujourd’hui gardant l’hagiographie de Sainte Théodora de Thessalonique, soit un manuscrit du 12e s. de Moscou et un manuscrit du 13e ou 14e s. du Vatican. Il est généralement accepté que la version la plus proche de l’original soit le manuscrit de Moscou. Le manuscrit du Vatican serait plutôt une paraphrase de l’original, comme on peut le voir par l’absence de plusieurs détails significatifs, comme des noms propres, qu’on retrouve dans la version de Moscou. Malheureusement, le manuscrit du Vatican est le seul qui contient ce qu’on peut considérer comme la deuxième partie de la vie de Théodora, soit sur la translation des reliques. Nous savons que ce texte est une partie intégrante de l’hagiographie de Théodora, car Grégoire le mentionne à la fin de cette deuxième partie.

### La représentation de Théodora
L’hagiographie de Théodora mentionne la création d’une icône à Saint-Étienne. Elle y avait aussi une fresque du 11e siècle à Hagia Sophia de Thessalonique. Celle-ci la représente sous un jeune âge, comme l’hagiographie a décrit la première icône de Saint-Étienne. En face d’elle, une représentation d’une autre sainte se trouve en face d’elle avec des traits quasiment identiques. C’est à noter que le style byzantin des représentations des saints peut sembler standardisé, mais elles possèdent en fait des caractéristiques qui diffèrent un saint de l’autre et permettait aux Byzantins de les reconnaître.

## Le développement du culte de Théodora par ses proches
La Vie de Théodora partage le sentiment fort de celle-ci face à sa fille. Le lien maternel de Théodora n’est pas un phénomène unique dans l’univers moniale byzantin, et ce, malgré l’idéal monastique de le laisser derrière. L'attachement de Théodora est présenté avec une certaine ambivalence. Nous savons que c’est assez commun que les membres d’une même famille restent dans un même monastère. Ce n’est donc pas le fait qu’elle place sa fille dans un monastère dirigé par un membre de sa famille que critique sa mère spirituelle, Anne, mais plutôt la vocalisation de son inquiétude pour sa fille. C'est à partir de ce lien maternel, présenté comme une épreuve qu'elle doit surmontée, que le développement de Théodora se positionne vers sa sanctification, et ce, dès son vivant, par les actions d’Anne. Si la punition entre Théodora et sa fille est présenté comme suffisante pour briser ce lien maternel, c’est tout de même les nombreux efforts de Théopiste, à la suite de la mort de Théodora, qui permet de développer son culte. En effet, celle-ci a une participation active dans la création de l’icône et de la tombe individuelle. Il est même théorisé que ce serait Théopiste qui a commandé la Vie de Théodora pour promouvoir son culte.
Le culte familial s’étend aussi aux proches de Théodora. L’hagiographe Grégoire n’est pas un membre de sa famille, ni un ami de Théodora, mais il a tout de même participé à la translation des reliques avec son père. Sa sœur fut également guéri par Théodora. C’est donc aussi une histoire de famille qui relie l’auteur. Si Grégoire dit que c’est la guérison de sa sœur qui le pousse à écrire l’hagiographie, il mentionne également qu’il allait l’écrire avant cet incident. Cela pourrait être justement à cause de son rôle et celui de son père dans la translation alors que le patriarche n’était pas dans la ville, soit pour justifier le culte à ceux qui l’oppose, ce qui revient plusieurs fois dans la Vie. Nous voyons également un dénommé Théodote, vivant proche du couvent et ayant nommé sa fille Théopiste, qui converti un iconoclaste par le culte de Théodora, qui est le témoin de plusieurs miracles et participe aussi à la translation des reliques. Certaines moniales du couvent de Saint-Étienne, comme Anne, vont également encouragé le développement du culte autour de Théodora, avant sa mort. On voit donc l’importance du rôle de la famille et des proches dans la diffusion de son culte, ce qui est n’est que très rarement vu du côté des saints byzantins.

## Les buts de la mise par écrit de l'hagiographie de Théodora
Si, selon la médiéviste A. M. Talbot, la Vie de Théodora ne se démarque pas tellement, en excluant les miracles qui en suivent, pourquoi y a-t-il un mouvement pour la transformer en sainte aussi rapidement après sa mort? Seulement deux ans plus tard, le culte de Théodora est complètement développé et prêt à être sanctifié.

### L'opposition au culte de Théodora
L'hagiographe Grégoire souligne à plusieurs reprises la présence d'une opposition du clergé local face au culte de Théodora. Si le texte inclut une opposition d’un groupe de moines vivant dans les montagnes proches de Thessalonique qui doute de sa sainteté car c'est une femme urbaine précédemment mariée et non un moine ayant vécu une vie d'ermite, comme il ce fait plutôt habituellement, c'est le fait que la translation se fait en secret, lorsque l'archevêque est parti à Constantinople, qui est une marque décisive de tension avec non seulement le clergé local, mais aussi le Haut clergé. À la fin de l’hagiographie, Grégoire s’adresse seulement aux hommes, alors que le culte de Théodora se trouve dans un couvent féminin et que nous savons que les moniales sont en contact fréquent avec les moines et les prêtres, ce que l’on voit plusieurs fois. On peut le mettre en lien à la menace de sa popularité face au culte de Démétrios de Thessalonique, particulièrement parce que Grégoire mentionne deux miracles des reliques de Théodora sur des gens associés à Démétrios, dont un de ceux-ci est le premier des miracles qui est partagé. Son nom même de Théodora de Thessalonique nous montre que, comme Démétrios, elle a connu un culte urbain qui n’était pas limité à son couvent, mais qu'elle est aussi une « saint[e] de la cité » et donc a pu constituer une menace. La mise en place rapide du culte de Théodora pourrait alors être une justification défensive pour garantir la sanctification de celle-ci face à la forte opposition qu'elle a reçu.

### L'association familiale à l'iconoclasme
La théorie ci-dessus n'explique cependant pas toutes les caractéristiques spécifiques que l'on trouve dans son hagiographie, dont la forte présence de mentions de l'iconoclasme, malgré le fait que la dernière vague iconoclaste s'est terminé environ 50 ans auparavant. Une théorie amenée par le médiéviste Michel Kaplan est que la Vie de Théodora a comme but principal de faire oublier le passé iconoclaste de la famille. Michel Kaplan propose que la raison que Théodora possède de la famille à Thessalonique alors qu’elle est née à Égine, est à cause d’un exil qui toucha les parents de sa mère. Cet exil serait dû parce que sa famille aristocratique, du côté maternel, serait iconoclaste. Malgré le fait que l'hagiographie consacre beaucoup de temps sur la famille de Théodora, elle passe rapidement par-dessus la mère de celle-ci et l'histoire qui sépara la famille entre Thessalonique et Égine. Michel Kaplan a par contre remarqué que le nom de la mère de Théodora, Chrysanthè, est nommée après une fleur. Ceci était commun pour les iconoclastes, cherchant à éviter les noms de saints. Selon les calculs de Michel Kaplan, la mère de Théodora serait née vers 790, soit un peu après la fin de la première vague d’iconoclasme qui  s’est terminé en 787 par l’intervention de l’impératrice Irène.
Ce passé familial expliquerait l’importance du sentiment anti-iconoclaste poussé dans la Vie par les descriptions iconophiles de la famille de Théodora et surtout, pour la présence « d’une Vie dans la Vie » d’Antoine, qui semble être le seul personnage de la famille au passé iconophile reconnu. Michel Kaplan explique que cela pourrait même être la raison que le clergé local s’oppose à son culte et qui serait aussi la cause du message de Grégoire destiné uniquement aux hommes. Suivant cette théorie, la fille de Théodora, Théopiste, qui est probablement la commanditaire de l'œuvre, cherche donc non seulement à promouvoir le culte de sa mère dont le point d'attraction est leur couvent, mais surtout, elle cherche à cacher derrière une image d'une famille iconophile ayant subit les attaques iconoclastes, un passé familial mystérieux.

### Sources
- « Life of St. Theodora of Thessalonike », dans : Holy women of Byzantium: ten saints’ lives in English translation, Washington, traduit par Alice-Mary Talbot, D.C., Dumbarton Oaks Research Library and Collection, 1996, 351p.

### Études
- AUZÉPY, Marie-France, L’histoire des iconoclastes, Paris, Association des Amis du Centre d’Histoire et Civilisation de Byzance, coll.« Bilans de recherche », n˚ 2, 2007, 384p.
- FLUSIN, Bernard, « Chapitre II. Le christianisme byzantin », dans La civilisation byzantine, 5e éd., Que sais-je ?, Paris, Presses Universitaires de France, 2023, p.24-53.
- GERSTEL, Sharon E. J. et al., « Soundscapes of Byzantium: The Acheiropoietos Basilica and the Cathedral of Hagia Sophia in Thessaloniki », Hesperia: The Journal of the American School of Classical Studies at Athens, vol. 87, n. 1, 2018, p. 177‑213.
- GRUMEL, Venance, « La chronologie des événements du règne de Léon VI (886-912) », dans : Échos d'Orient, tome 35, n°181, 1936. pp. 5-42.
- KAPLAN, Michel, « La Vie de Théodora de Thessalonique, Un Écrit Familial », dans : Approaches to the Byzantine Family, Leslie Brubaker et Shaun Tougher (éd.), London, Routledge, 2016, p. 285-301.
- KAPLAN, Michel, « Le saint byzantin et son hagiographe, Ve-XIIe siècle Esquisse », dans : Myriobiblos: Essays on Byzantine Literature and Culture, Boston, De Gruyter, 2015, p. 169‑186.
- KAZHDAN, Alexander et Henry MAGUIRE, « Byzantine Hagiographical Texts as Sources on Art », Dumbarton Oaks Papers, vol. 45, 1991, p. 1‑22.
- PAPAGIANNIDOU, Georgia, « Οσία Θεοδώρα η Εν Θεσσαλονίκη. Μία ‘‘Άγνωστη’’ Εικονογραφικά Αγία. Saint Theodora of Thessaloniki. An “Unknown” Iconographical Saint. », 11ος τόμος Επιστημονικής Επετηρίδας «ΘΕΣΣΑΛΟΝΙΚΗ», 1 janvier 2024, p. 33- 55.
- TALBOT, Alice-Mary, « Pilgrimage to Healing Shrines: The Evidence of Miracle Accounts », Dumbarton Oaks Papers, vol. 56, 2002, p. 153‑173.
- TALBOT, Alice-Mary, Women and religious life in Byzantium, Aldershot, Ashgate Variorum, 2001, 618 p.
- TALBOT, Alice-Mary, « Women’s Space in Byzantine Monasteries », Dumbarton Oaks Papers, vol. 52, 1998, p. 113‑127.
- TALBOT, Alice-Mary, « The Byzantine Family and the Monastery », Dumbarton Oaks Papers, vol. 44, 1990, p. 119‑129.
- TIMOTIN, Andrei, « Couvents familiaux et saints locaux à Thessalonique à la fin du IXe siècle », dans : Villes méditerranéennes au Moyen Âge, Aix-en-Provence, Presses universitaires de Provence, 2014, coll. « Le temps de l’histoire », p. 257‑262. https://books.openedition.org/pup/25579. (28 octobre 2024).

### Liens
- Notices d'autorité :   - VIAF
  - IdRef
  - LCCN